# Hyochang Stadium
Hyochang Stadium – wielofunkcyjny stadion w Seulu, stolicy Korei Południowej. Obiekt może pomieścić 18 000 widzów. Stadion był areną piłkarskiego Pucharu Azji 1960. Rozegrano na nim wszystkie spotkania turnieju.